# Cidaris blakei
Cidaris blakei és una espècie d'eriçons de mar de la família Cidaridae. La seva closca (esquelet) està cobert amb espines (radioles) de tres tipus, un únic tipus és estès i similar a un ventall essent la funció defensiva i fent-lo fàcilment reconegible, mentre que les altres dos tenen funcions d'alimentació i locomoció. Alexander Agassiz la va descriure científicament per primera vegada el 1878. És present en el fons marí en aigües profundes en el Golf de Mèxic i les Bahames.

## Taxonomia
Cidaris blakei va ser descrit per primera vegada pel zoòleg americà Alexander Agassiz el 1878. Va ser un dels molts animals marins profunds dragats a partir de profunditats abissals al Golf de Mèxic durant les exploracions de l'USC GS George S. Blake, un dels primers vaixells de recerca oceanogràfica dels Estats Units, i del qual deriva el seu nom específic. El nom del gènere és Llatí per a una lligadura o tiara que porten els antics reis perses.

## Descripció
Encara que la seva aparença és bastant variable, altres membres del gènere Cidaris tenen espines llargues cilíndriques blaves o punxegudes que no estan cobertes de pell com la majoria de les espines d'eriçons marines. Com a resultat, els barnacles, cucs de tub i altres organismes epizoic creixen sobre ells. Les espines de C. blakei estan presents en tres formes diferents, una forma és ampla, plana i en forma de pala. També estan nus i creixen epizoics sobre ells.

## Distribució
Aquest eriçó marí es troba a l'Oceà Atlàntic occidental tropical. La seva àrea de distribució inclou el Golf de Mèxic i les zones d'aigües profundes de les Bahames, on van ser recollides del fons marí a profunditats d'uns 600 m (2,000 ft).

## Ecologia
Les larves de C. blakei són plànctotrofes, és a dir, passen molt de temps vivint a la columna d'aigua, trigant quatre mesos a desenvolupar-se des de l'ou fins a la metamorfosi, i com a resultat poden dispersar-se àmpliament. Durant aquest temps són sostinguts al principi pel rovell d'ou, i més tard s'alimenten de zooplàncton i fitoplàncton. Tanmateix, els investigadors pensen que és poc probable que sobrevisquin a les temperatures més càlides presents a la columna d'aigua i, per tant, no poden migrar verticalment.